# Tiquimil
Tiquimil är en ort i Mexiko.   Den ligger i kommunen General Heliodoro Castillo och delstaten Guerrero, i den södra delen av landet, 210 km sydväst om huvudstaden Mexico City. Tiquimil ligger 545 meter över havet och antalet invånare är 105.
Terrängen runt Tiquimil är bergig åt sydväst, men åt nordost är den kuperad. Tiquimil ligger nere i en dal. Runt Tiquimil är det glesbefolkat, med 12 invånare per kvadratkilometer. Närmaste större samhälle är Tlacotepec, 13,9 km öster om Tiquimil. I omgivningarna runt Tiquimil växer huvudsakligen savannskog.